# Rian Johnson
Rian  Johnson (Silver Spring, Maryland; 17 de diciembre de 1973) es un productor y director de cine estadounidense, principalmente conocido por escribir y dirigir la octava entrega de la saga principal de Star Wars.
Ganó el Premio Especial del Jurado por Originalidad de Visión en el Festival de Cine de Sundance de 2005 con su largometraje de debut, Brick. Johnson escribió y dirigió The Brothers Bloom (2008) y Looper (2012), así como tres episodios de la serie de televisión Breaking Bad ("Fly", "Fifty-One" y "Ozymandias").
En junio de 2014, se informó que Johnson había firmado para escribir un tratamiento de guion para Star Wars Episode IX. En marzo de 2015,  se confirmó que Johnson escribiría el episodio VIII de la saga Star Wars, titulado Star Wars: Episodio VIII - Los últimos jedi.

## Biografía
Johnson nació en Maryland. Fue criado en San Clemente, California, y atendido al Instituto San Clemente, donde se rodó la mayor parte de Brick. Después atendió a la Universidad de California Del sur y se graduó en la Escuela USC de Artes Cinemáticas en 1996. El primer cortometraje de Johnson, Evil Demon Golfball from Hell!!!, el cual está libremente basado en El corazón delator de Edgar Allan Poe fue incluido como un huevo de Pascua en el blu-ray de Looper.

## Trayectoria
La carrera en cine de Johnson, según Robert K. Elder, autor de The Film That Changed My Life, fue en gran parte inspirada por Annie Hall, una película que "rompió tantas reglas en términos de narrativa de cine". Según él: "me conmovió de una manera que muy pocas películas han hecho. Aquello es algo que,  ruego a Dios, si soy capaz de seguir haciendo películas,  puedo sólo esperar que de aquí a veinte años, quizás sea capaz de conseguir".
La película con la que debutó, realizada con menos de 500.000 dólares, fue Brick, un drama criminal. Johnson ha dicho a menudo que se inspiró en las novelas de Dashiell Hammett para el uso único del lenguaje en la película. Mientras la película está clasificada como película noir, Johnson reclama que ninguna referencia estuvo hecha para filmar un noir durante la producción, con el objetivo de centrar la producción lejos de reproducir una pieza de género. Brick fue lanzada en DVD por Focus Features.
Johnson dirigió el videoclip para la canción de The Mountain Goats "Woke Up New" en 2006. Es un seguidor de la banda y se le preguntó si dirigiría el vídeo cuando el líder de la banda John Darnielle reconoció una referencia a ellos en los créditos de Brick. Una canción está acreditada a  "The Hospital Bombers Experience", la cual es una referencia a la canción de Mountain Goats titulada "The Best Ever Death Metal Band in Denton". Johnson también dirigió una película en directo con Mountain Goats para su álbum de 2009 The Life of the World to Come. La película consta de un solo plano, mostrando a Darnielle tocando el álbum entero con guitarra y un piano, con acompañamiento mínimo. Esta película fue mostrada en Nueva York, Chicago, Seattle, y Portland a su conclusión, y fue publicada en DVD, en una edición limitada en el evento anual Record Store Day (el 17 de abril de 2010).

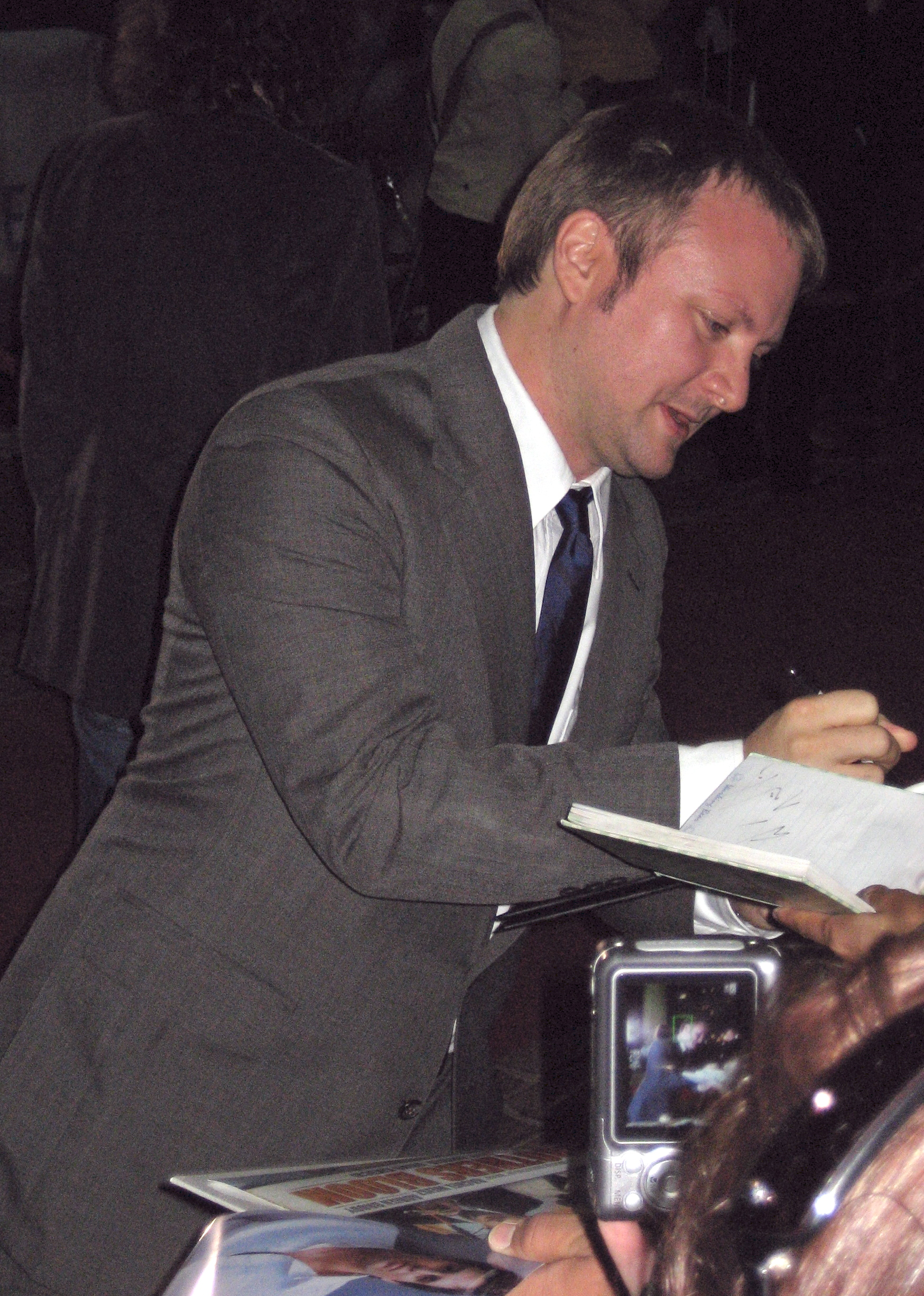
Rian Johnson firmando autógrafos en la premie re de The Brothers Bloom.

La segunda película de Johnson, The Brothers Bloom, es la historia de un estafador, estrenada en mayo de 2009, y más tarde en DVD por Summit Entertainment.
La tercera película de Johnson, Looper, empezó a rodarse en Luisiana, el 24 de enero de 2011 y fue estrenada el 28 de 2012 por TriStar Pictures y FilmDistrict. Ambientada en un futuro próximo y protagonizada por Joseph Gordon-Levitt y Bruce Willis,  fue descrita como ciencia ficción oscura, que trata sobre matones cuyas víctimas son enviadas desde el futuro. La película abrió el Festival Internacional de cine de Toronto 2012 y el Festival Internacional de cine de Palo Alto 2012. Looper fue un inesperado éxito de taquilla.
Johnson ha hecho varios cortometrajes, algunos de los cuales están disponibles en su sitio web. Su cortometraje de su época de instituto titulado Ninja Ko está disponible como un huevo de Pascua en el DVD de Brick. El DVD de The Brothers Bloom contiene un corto mudo, en la línea de los trabajos de Buster Keaton, que Johnson realizó en la universidad. Después de trabajar con Joseph Gordon-Levitt en Brick, ambos rodaron un corto en París titulado Escargots. En 2002,  dirige el cortometraje The Psychology of Dream Analysis, el cual está disponible en su cuenta de Vimeo.
Johnson dirigió el episodio "Manifest Destiny" de la serie de televisión Terriers.
En marzo de 2010, Johnson anunció en su sitio web que dirigiría un episodio de la serie de televisión Breaking Bad para su tercera temporada. El episodio, "Fly", fue emitido el 23 de mayo de 2010. Esta fue su primera experiencia profesional dirigiendo un guion que no había escrito. Johnson más tarde dirigió un segundo episodio de la serie, "Fifty-One", el cual se emitió el 5 de agosto de 2012, y fue galardonado con un Premio del Gremio de Directores de América. Dirigiría un tercer episodio de la serie, "Ozymandias", el cual rápidamente fue considerado como uno de los mejores episodios televisivos emitidos.
El 12 de marzo de 2015, el propio Johnson confirmó que escribiría y dirigiría el octavo episodio de la saga Star Wars, el cual empezó a rodarse en septiembre de 2015, con una fecha de estreno planificada para el 26 de mayo de 2017. Además, el 20 de junio de 2014, Johnson acordó escribir un tratamiento de guion para Star Wars, episodio IX, que será dirigido por J.J. Abrams. Más tarde, el 24 de abril de 2017, Johnson dijo que esta información no estaba actualizada y que él no estaría involucrado en el episodio IX.

## Vida personal
Johnson es también un cantante de folk y banjoísta, y algunas de sus canciones pueden ser encontrados en su sitio web. Su hermano es el productor de música Aaron Johnson. Su primo, Nathan Johnson, compuso la banda sonora para Brick, The Brothers Bloom y Looper. Johnson y Nathan tienen un dúo de folk llamado The Preserves. Otros primos, incluyendo Zachary y Marke Johnson, ha estado implicados en diseño y trabajos de ilustración para las películas de Johnson.
Johnson ha estado casado con la escritora de cine y podcaster Karina Longworth desde 2018.

## Filmografía

### Películas
| Año  | Proyecto                                    | Director | Productor | Guionista | Editor | Actor | Notas                                  | Crítica |
| ---- | ------------------------------------------- | -------- | --------- | --------- | ------ | ----- | -------------------------------------- | ------- |
| 1996 | Evil Demon Golfball from Hell!!!            | Sí       | Sí        | Sí        | No     | No    | Cortometraje                           | ?       |
| 2005 | Brick                                       | Sí       | No        | Sí        | Sí     | No    |                                        | 80 %    |
| 2008 | The Brothers Bloom                          | Sí       | No        | Sí        | No     | No    |                                        | 66 %    |
| 2012 | Looper                                      | Sí       | No        | Sí        | No     | No    |                                        | 93 %    |
| 2016 | Rogue One: una historia de Star Wars        | No       | No        | No        | No     | Sí    | Interpreta a un Ingeniero del imperio. | 85 %    |
| 2017 | Star Wars: Episodio VIII - Los últimos Jedi | Sí       | No        | Sí        | No     | No    |                                        | 91 %    |
| 2019 | Knives Out                                  | Sí       | Sí        | Sí        | No     | No    |                                        | 96 %    |
| 2022 | Glass Onion: A Knives Out Mystery           | Sí       | Sí        | Sí        | No     | No    |                                        | 91 %    |
| 2025 | Wake Up Dead Man: A Knives Out Mystery      | Sí       | Sí        | Sí        | No     | No    |                                        |         |

### Televisión
| Año       | Título          | Papel                        | Notas                                       |
| --------- | --------------- | ---------------------------- | ------------------------------------------- |
| 2009      | Terriers        | Director                     | Episodio: "Manifest Destiny"                |
| 2010–2013 | Breaking Bad    | Director                     | Episodios: "Fly", "Fifty-One", "Ozymandias" |
| 2015      | BoJack Horseman | Bryan                        | Voz Episodios: "Yes, And", "Out to Sea"     |
| 2023      | Poker Face      | Creador, director, guionista | 2 episodios                                 |

### Música
| Año  | Título  | Rol      | Notas                      |
| ---- | ------- | -------- | -------------------------- |
| 2018 | Oh baby | Director | Canción de LCD Soundsystem |